# Église Santi Filippo e Giacomo e Sant'Apollonia
L'église SS. Filippo e Giacomo e Sant'Apollonia (église des Saint-Philippe, Jacques et Appollonie) était une église catholique de Venise, en Italie.

## Localisation
Cette église était située dans le sestiere de Castello.

## Historique
SS. Filippo e Giacomo fut probablement créé au XIIe siècle et prévu pour inclure l'école voisine de Saint Appollonia en connexion avec l'École voisine.
Cette très ancienne école se divisa en deux colonnes, l'une sous l'invocation des Saints Filippo et Giacomo, hébergés au ponte di Canonica, l'autre sous l'invocation de Sainte Apollonia qui se recueillaient dans une pièce sur les fondamente proches. 
Les deux colonnes furent consolidées par décret du 24 septembre 1462 du Conseil des X.
Ils se soumirent aux deux titulaires et abandonnèrent l'étable près du Pont, afin de se fixer aux fondamente, proche de la calle de S. Apollonia, sous l'enseigne Scola di San Apollonia Arte de Linaroli 1780.
Les Linajuoli possédaient aussi en l'église des SS. Filippo et Giacomo un autel. Ils avaient le monopole de la coiffure et de la vente du lin coiffé, et ils devaient être citoyens. Cet art employait aussi des gens indigents et de la campagne comme main d'œuvre pour le filage et le travail du lin. Le lin coiffé ne pouvait pas être importé dans Venise. À la chute de la République, 127 personnes travaillaient dans ce corps.
Après la dissolution sous Napoléon, les immeubles devinrent la résidence du primat de San Marco. Le cloître de Sant'Appollonia persiste.